# Csemadok
Csemadok, původně oficiálně maďarsky Csehszlovákiai Magyar Dolgozók Kultúregyesülete, v českém překladu Kulturní spolek maďarských pracujících v Československu, je od roku 1949 svaz zastřešující kulturní nepolitické organizace maďarské národnostní menšiny, původně v celém Československu, od roku 1993 především na jižním Slovensku.

## Historie
Csemadok byl oficiálně založen 5. března 1949 v Bratislavě, jako státem řízený kulturně-společenský spolek pro maďarskou národnostní menšinu žijící v Československu (na jižním Slovensku a nově v českém pohraničí), který byl součástí tehdejší Národní fronty Čechů a Slováků. Spolek od roku 1951 vydával časopis Fáklya (Pochodeň), mezi lety 1957 až 1995 týdeník A Hét (Týden).
V roce 1968 během pražského jara vedení Csemadoku podporovalo proreformní křídlo v čele s Dubčekem, neboť si od "socialismu s lidskou tváří" slibovalo i více práv pro národnostní menšiny v ČSSR. Ale po invazi v srpnu 1968 bylo vedení Csemadoku politicky vyčištěno.
V roce 1990 byl název spolku oficiálně změněn na Csehszlovákiai Magyarok Demokratikus Szövetsége (Demokratická unie československých Maďarů). Po rozpadu ČSFR se název změnil na Szlovákiai Magyar Társadalmi és Közművelődési Szövetség.
Csemadok organizuje festival Országos Népművészeti Fesztivál ve městě Želiezovce a dětský tábor Gombaszögi Nyári Tábor.
K roku 2009 měl Csemadok na jižním Slovensku 420 místních organizací a počet členů přibližně 50 000.
Dlouholetý předseda Csemadoku Gyula Bárdos (člen SMK-MKP) kandidoval ve slovenských prezidentských volbách roku 2014 za SMK-MKP. V prvním kole skončil na 5. místě se ziskem 97 035 hlasů, tj. 5% všech odevzdaných hlasů.

## Vývoj názvu
- 1949–1966: Csehszlovákiai Magyar Dolgozók Kultúregyesülete
- 1966–1969: Csehszlovákiai Magyar Dolgozók Kulturális Szövetsége
- 1969–1971: Csehszlovákiai Magyar Társadalmi és Kulturális Szövetség
- 1971–1990: Csehszlovákiai Magyar Dolgozók Kulturális Szövetsége
- 1990–1993: Csehszlovákiai Magyarok Demokratikus Szövetsége
- 1993– : Csemadok – Szlovákiai Magyar Társadalmi és Közművelődési Szövetség (MAĎARSKÝ SPOLOČENSKÝ A KULTÚRNY ZVÄZ NA SLOVENSKU, CIVIC AND CULTURAL ASSOCIATY OF HUNGARIANS IN SLOVAKIA).[3]